# دی کوکسدورپ
دی کوکسدورپ (به هلندی: De Cocksdorp) یک منطقهٔ مسکونی در هلند است که در تسل واقع شده‌است.